# Nedre Norrlands militärområde
Nedre Norrlands militärområde (Milo NN), ursprungligen II. militärområdet, var ett militärområde inom svenska Försvarsmakten som verkade åren 1942–1993. Förbandsledningen var förlagd i Östersunds garnison i Östersund.

## Historik
Nedre Norrlands militärområde grundades genom försvarsbeslutet 1942 som II.militärområdet, och ledes av en militärbefälhavare vilken tillfördes ansvaret för den territoriella och den markoperativa uppgiften. År 1966 gjorde en namnändring av militärområdet till Nedre Norrlands militärområde. Samtidigt tillfördes de operativa uppgifterna från marinkommandochefer och jakteskaderchefer, vilket gjorde att militärbefälhavaren fick ansvar för den samlade operativa ledning för samtliga stridskrafter inom militärområdet, samt ansvarade även för den territoriella och den markoperativa uppgiften. 
Nedre Norrlands militärområdes stab var belägen i Östersund och ingick i Östersunds garnison. Den 1 juli 1993 slogs Nedre Norrlands militärområde och Övre Norrlands militärområde (Milo ÖN) ihop och bildade Norra militärområdet (Milo N) och täckte då i praktiken hela Norrland.

## Försvarsområden
Militärområdet var uppdelat i ett antal försvarsområden vilka täckte Jämtlands län och Västernorrlands län. Åren 1942–1966 samt 1982–1993 omfattade det även Gävleborgs län. I samband med OLLI-reformen, vilken pågick åren 1973–1975, uppgick försvarsområdesstaberna inom militärområdet i regel i ett brigadproducerande regemente och bildade ett försvarsområdesregemente.
| Fo 21 - Fo 21 – Gävle försvarsområde 1942–1966 (Överfördes 1966 till Östra militärområdet) - Fo 21 – Gävleborgs försvarsområde, 1982–1997 (Överfördes 1982 från Östra militärområdet) Fo 22 - Fo 22 – Östersunds försvarsområde, 1942–1974 - Fo 22 – Jämtlands försvarsområde, 1974–1997 | Fo 23 - Fo 23 – Härnösands försvarsområde, 1942–1974 - Fo 23 – Västernorrlands försvarsområde, 1974–1997 - Fo 23 – Västernorrlands och Jämtlands försvarsområde, 1998–2000 Fo 24 - Fo 24 – Hemsö försvarsområde, 1942–1957 (Uppgick 1957 i Fo 23) Fo 25 - Fo 25 – Sundsvalls försvarsområde, 1947–1955 (Uppgick 1955 i Fo 21 och Fo 23) |

## Ingående enheter
Från 1942 till den 30 juni 1993 ingick nedanstående förband, staber och skolor i Nedre Norrlands militärområde. Åren 1942–1966 var endast arméstridskrafterna underställda militärbefälhavaren, då de marina och flygvapenförbanden var underställda marinkommandon samt flygeskadrar. År 1966 upplöstes marinkommandona samt flygeskadrarna och samtliga förband i Nedre Norrland underställdes militärbefälhavaren. Militärområdena omfattade då samtliga försvarsgrenar.

### Organisation 1945
- II. militärbefälsstaben, Östersund.[3]
- A 4 – Norrlands artilleriregemente, Östersund.
- ArtKS – Artilleriets kadettskola, Östersund.
- I 5 – Jämtlands fältjägarregemente, Östersund.
- I 14 – Hälsinge regemente, Gävle
- I 21 – Västernorrlands regemente, Sollefteå.
- Lv 5 – Sundsvalls luftvärnskår, Sundsvall.
- T 3 – Norrlands trängkår, Sollefteå.

### Organisation 1955
- II. militärbefälsstaben, Östersund.[4]
- A 4 – Norrlands artilleriregemente, Östersund.
- I 5 – Jämtlands fältjägarregemente, Östersund.
- I 14 – Hälsinge regemente, Gävle.
- I 21 – Västernorrlands regemente, Sollefteå.
- IB 14 – Gästrikebrigaden, Gävle.
- IB 21 – Ådalsbrigaden, Sollefteå.
- IB 25 – Fältjägarbrigaden, Östersund.
- IB 35 – Härjedalsbrigaden, Östersund.
- IB 44 – Hälsingebrigaden, Gävle.
- IB 51 – Ångermanlandsbrigaden, Sollefteå.
- Lv 5 – Sundsvalls luftvärnskår, Sundsvall.
- T 3 – Norrlands trängregemente, Sollefteå.

### Organisation 1964
- II. militärbefälsstaben, Östersund.[5]
- A 4 – Norrlands artilleriregemente, Östersund.
- I 5 – Jämtlands fältjägarregemente, Östersund.
- I 14 – Hälsinge regemente, Gävle.
- I 21 – Västernorrlands regemente, Sollefteå.
- IB 14 – Gästrikebrigaden, Gävle.
- IB 21 – Ådalsbrigaden, Sollefteå.
- IB 44 – Hälsingebrigaden, Gävle.
- IB 51 – Ångermanlandsbrigaden, Sollefteå.
- Lv 5 – Sundsvalls luftvärnskår, Sundsvall.
- NB 35 – Jämtlandsbrigaden, Östersund.
- T 3 – Norrlands trängregemente, Sollefteå.

### Organisation 1971
- A 4 – Norrlands artilleriregemente, Östersund.
- F 4 – Jämtlands flygflottilj, Östersund.
- I 5 – Jämtlands fältjägarregemente, Östersund.
- I 21 – Västernorrlands regemente, Sollefteå.
- IB 21 – Ådalsbrigaden, Sollefteå.
- IB 51 – Ångermanlandsbrigaden, Sollefteå.
- NK – Norrlands kustartilleriförsvar, Härnösand.
- KA 5 – Härnösands kustartillerikår, Härnösand.
- Lv 5 – Sundsvalls luftvärnskår, Sundsvall.
- NB 35 – Jämtlandsbrigaden, Östersund.
- T 3 – Norrlands trängregemente, Sollefteå.
- ÖrlBavd NK – Norrlandskustens örlogsbasavdelning, Härnösand.

### Organisation 1987
- A 4 – Norrlands artilleriregemente, Östersund.
- ATS – Arméns tekniska skola, Östersund.
- F 4 – Jämtlands flygflottilj, Östersund.
- F 15 – Hälsinge flygflottilj, Söderhamn (tillkom från Milo Ö).
- FörvS – Försvarets förvaltningsskola, Östersund.
- I 5/Fo 22 – Jämtlands fältjägarregemente, Östersund.
- I 14/Fo 21 – Hälsinge regemente, Gävle (tillkom från Milo Ö).
- I 21/Fo 23 – Västernorrlands regemente, Sollefteå.
- IB 14 – Gästrikebrigaden, Gävle.
- IB 21 – Ådalsbrigaden, Sollefteå.
- IB 44 – Hälsingebrigaden, Gävle.
- KA 5 – Härnösands kustartilleriregemente, Härnösand.
- MKN – Norrlandskustens marinkommando, Härnösand.
- NB 35 – Jämtlandsbrigaden, Östersund.
- NB 51 – Ångermanlandsbrigaden, Sollefteå.
- T 3 – Norrlands trängregemente, Sollefteå.
- SAG – Sollefteå armégarnison, Sollefteå.
- ÖAG – Östersunds armégarnison, Östersund.

### Organisation 1993
- A 4 – Norrlands artilleriregemente, Östersund.
- ATS – Arméns tekniska skola, Östersund.
- F 4 – Jämtlands flygflottilj, Östersund.
- F 15 – Hälsinge flygflottilj, Söderhamn.
- FörvHS – Försvarets förvaltningshögskola, Östersund.
- I 5/Fo 22 – Jämtlands fältjägarregemente, Östersund.
- I 14/Fo 21 – Hälsinge regemente, Gävle
- I 21/Fo 23 – Västernorrlands regemente, Sollefteå.
- IB 14 – Gästrikebrigaden, Gävle.
- KA 5 – Härnösands kustartilleriregemente, Härnösand.
- MKN – Norrlandskustens marinkommando, Härnösand.
- NB 35 – Fältjägarbrigaden, Östersund.
- NB 51 – Ångermanlandsbrigaden, Sollefteå.
- T 3 – Norrlands trängregemente, Sollefteå.

## Förläggningar och övningsplatser
När militärområdesstaben bildades den 1 oktober 1942, övertogs den stabsbyggnad som II.   arméfördelningen var grupperade till på Storgatan 47. Åren 1944–1945 uppfördes en ny stabsbyggnad på Kyrkgatan 47, där militärområdesstaben kunde flytta in sommaren 1945. I april 1968 påbörjades "Stabsbyggnad A 2" på Kyrkgatan 76 och togs i besittning ett år senare. Senare kom huset att kallas "Västerhus". Kyrkgatan 47 kom därmed att kallas för "Österhus". Efter att staben upplöstes och avvecklades, kom de båda byggnaderna att omvandlas till kontor.

## Förbandschefer

### Militärbefälhavare
- 1942–1943: Helge Jung
- 1943–1951: Henry Tottie
- 1951–1960: Harald Hægermark
- 1960–1966: Malcolm Murray
- 1966–1973: Tage Olihn
- 1973–1978: Per Rudberg
- 1978–1982: Gustaf Peyron
- 1982–1987: Rolf Wigur
- 1987–1992: Generalmajor Bengt Lönnbom
- 1992–1992: Generallöjtnant Lars-Erik Wahlgren[b]
- 1992–1993: Överste 1. graden Lars-Olof Strandberg[8]

### Milostabschefer
- 1942–1944: Fale Burman
- 1944–1946: Stig af Klercker
- 1946–1949: Anders Hammarsjö
- 1949–1951: Per-Hjalmar Bauer
- 1951–1953: Karl Sergel
- 1953–1959: Lennart Lundmark
- 1959–1962: Atos Gordh
- 1962–1966: Lars-Fritiof Melin
- 1966–1970: Gunnar Eklund
- 1970–1972: Bo Varenius
- 1972–1974: Gustaf Peyron
- 1974–1978: Bengt Hallenberg
- 1978–1979: Jan-Henrik Torselius
- 1979–1981: Lennart Jedeur-Palmgren
- 1981–1983: Harry Winblad
- 1983–1989: Bertil Daggfeldt
- 1989–1991: Lars-Olof Strandberg
- 1992–1993: Vakant[8]

## Namn, beteckning och förläggningsort
| II. militärområdet            | 1942-10-01 | – | 1966-09-30 |
| Nedre Norrlands militärområde | 1966-10-01 | – | 1993-06-30 |

| II. Milo | 1942-10-01 | – | 1966-09-30 |
| Milo NN  | 1966-10-01 | – | 1993-06-30 |

| Östersunds garnison (F) | 1942-10-01 | – | 1993-06-30 |

## Galleri

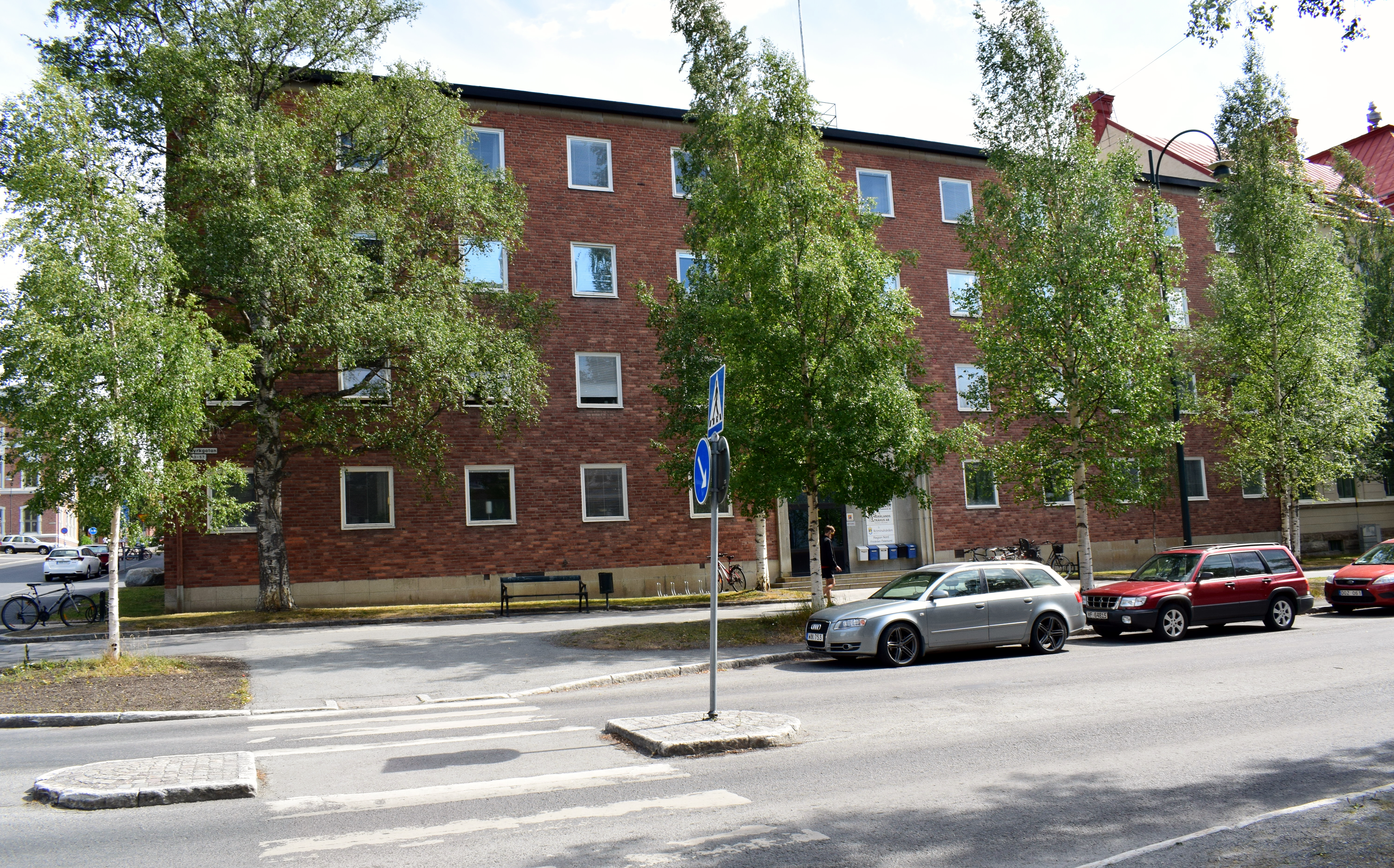
Stabsbyggnaden "Österhus" på Kyrkgatan 53.
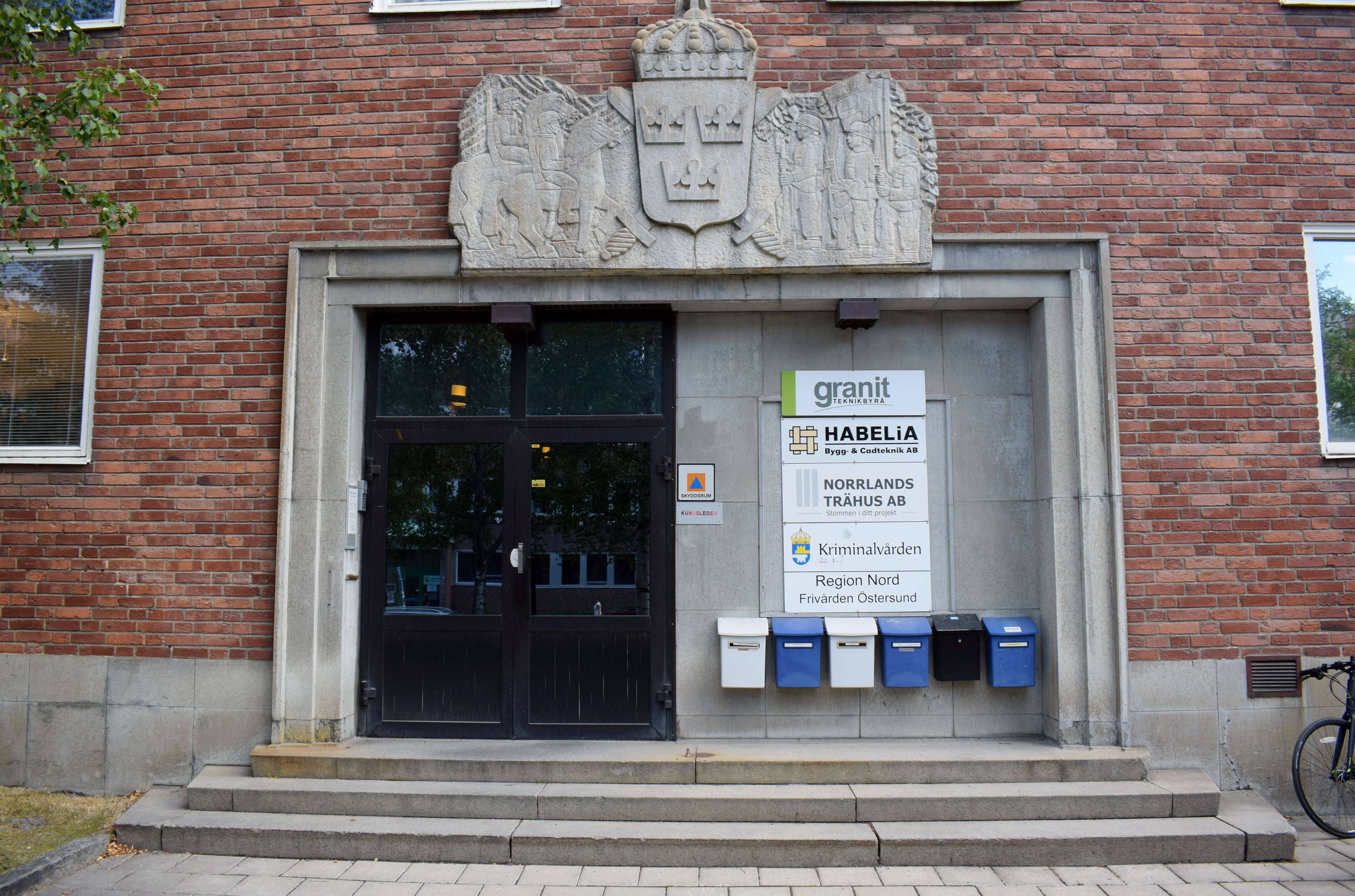
Portalen till stabsbyggnad på Kyrkgatan 53, Österhus, är utförd av den kände skulptören professor Bror Marklund.
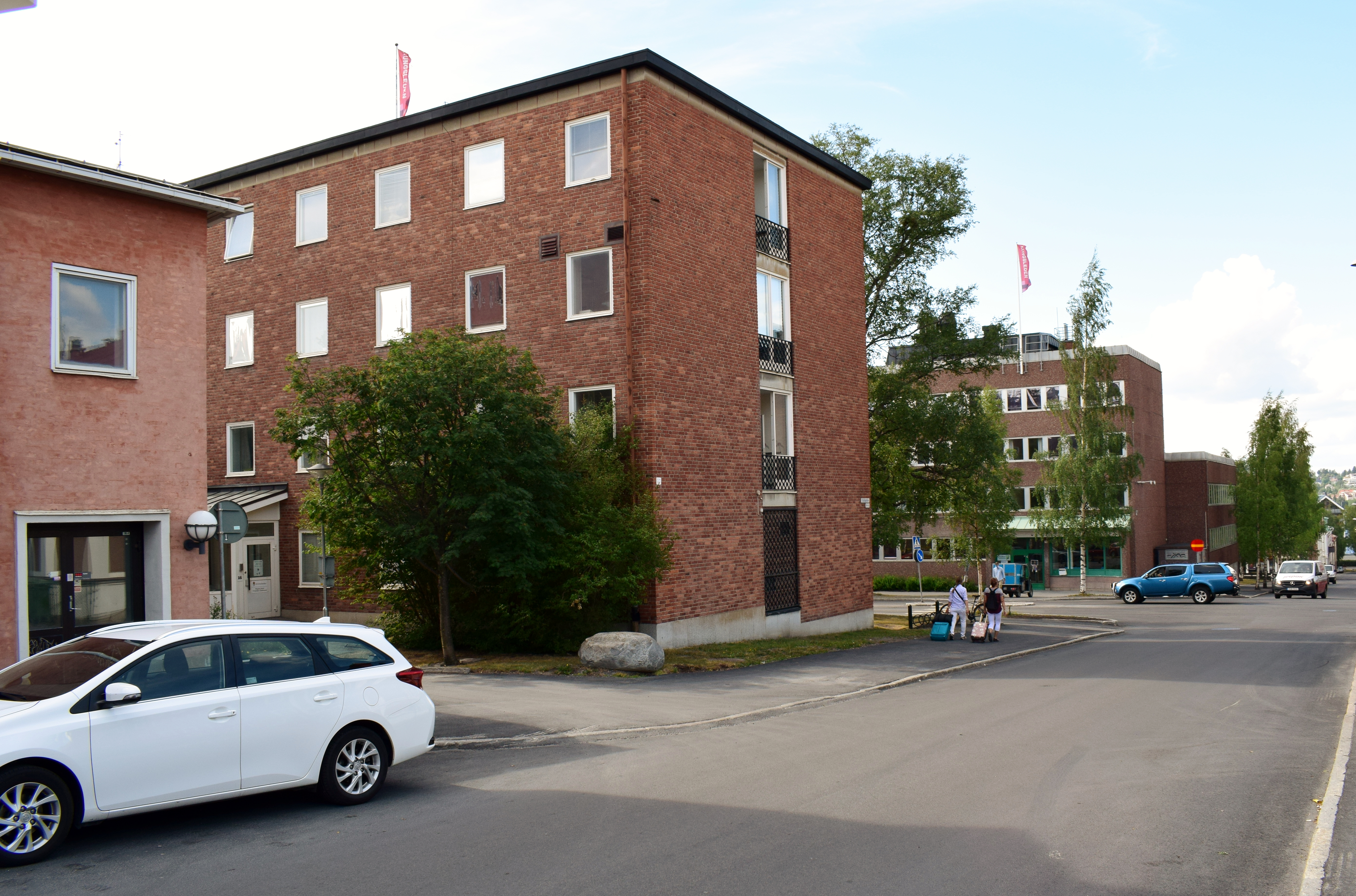
Vy över de två stabsbyggnaderna på Kyrkgatan.
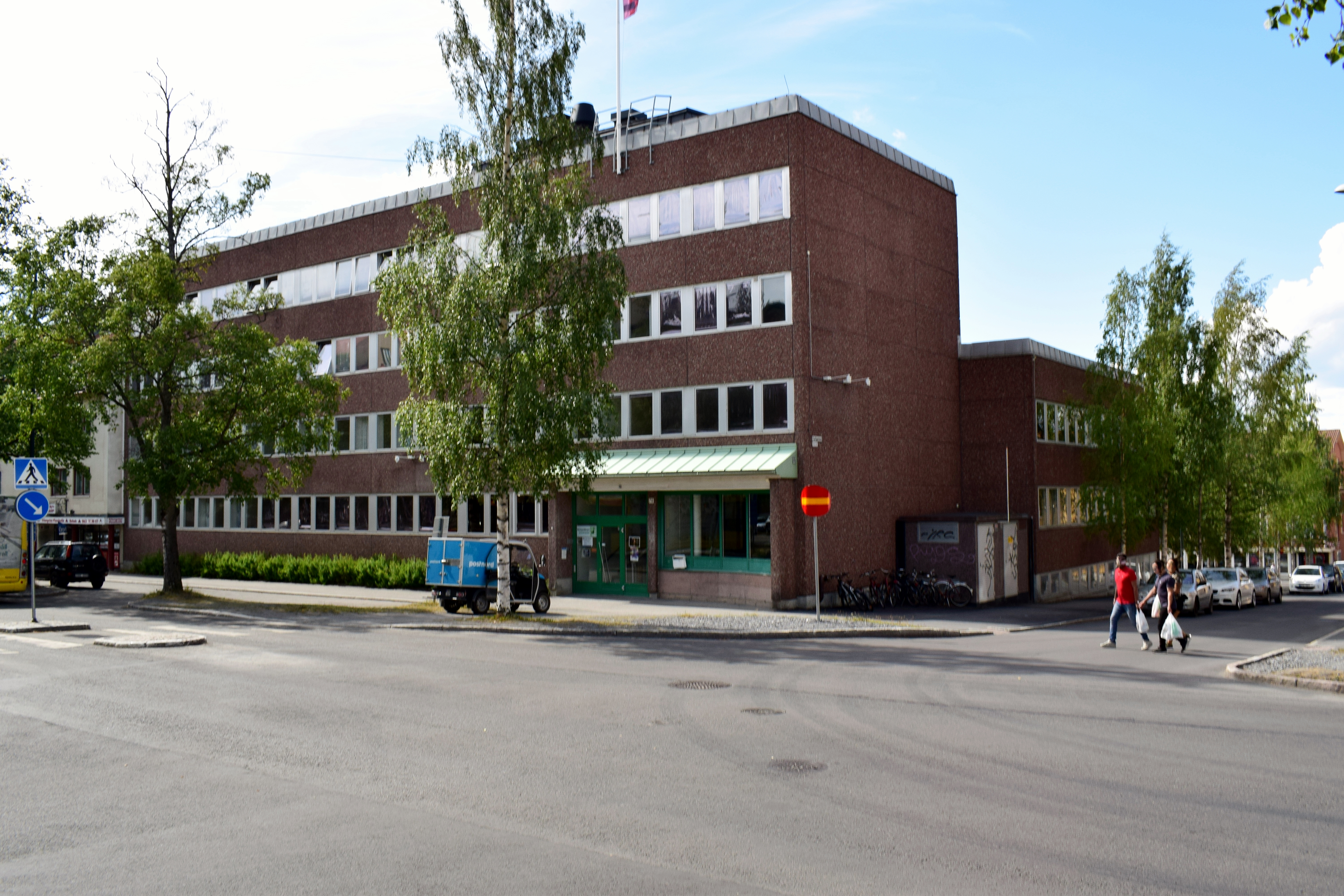
Stabsbyggnaden på Kyrkgatan 76, "Västerhus".
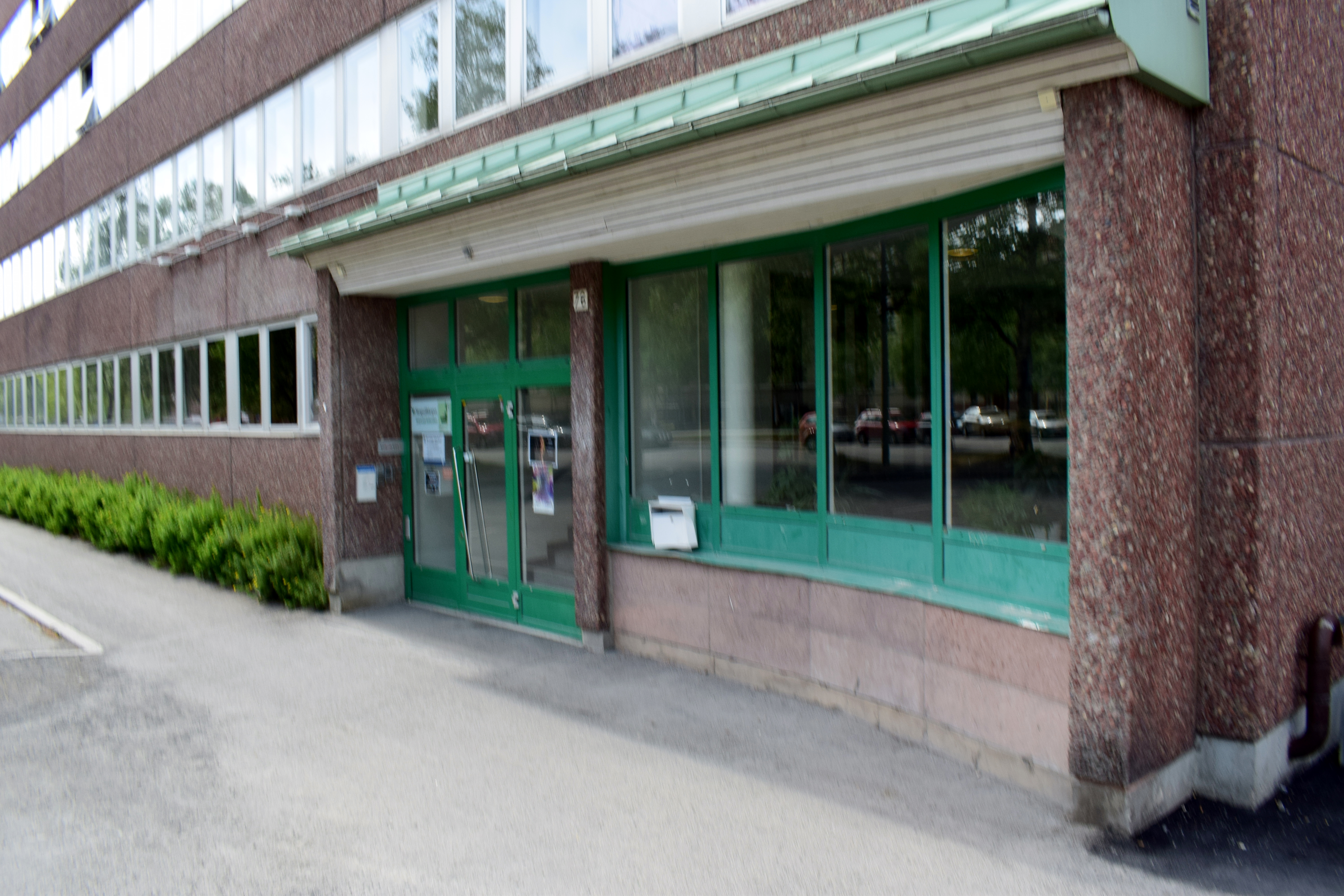
Entréparti till stabsbyggnaden på Kyrkgatan 76.
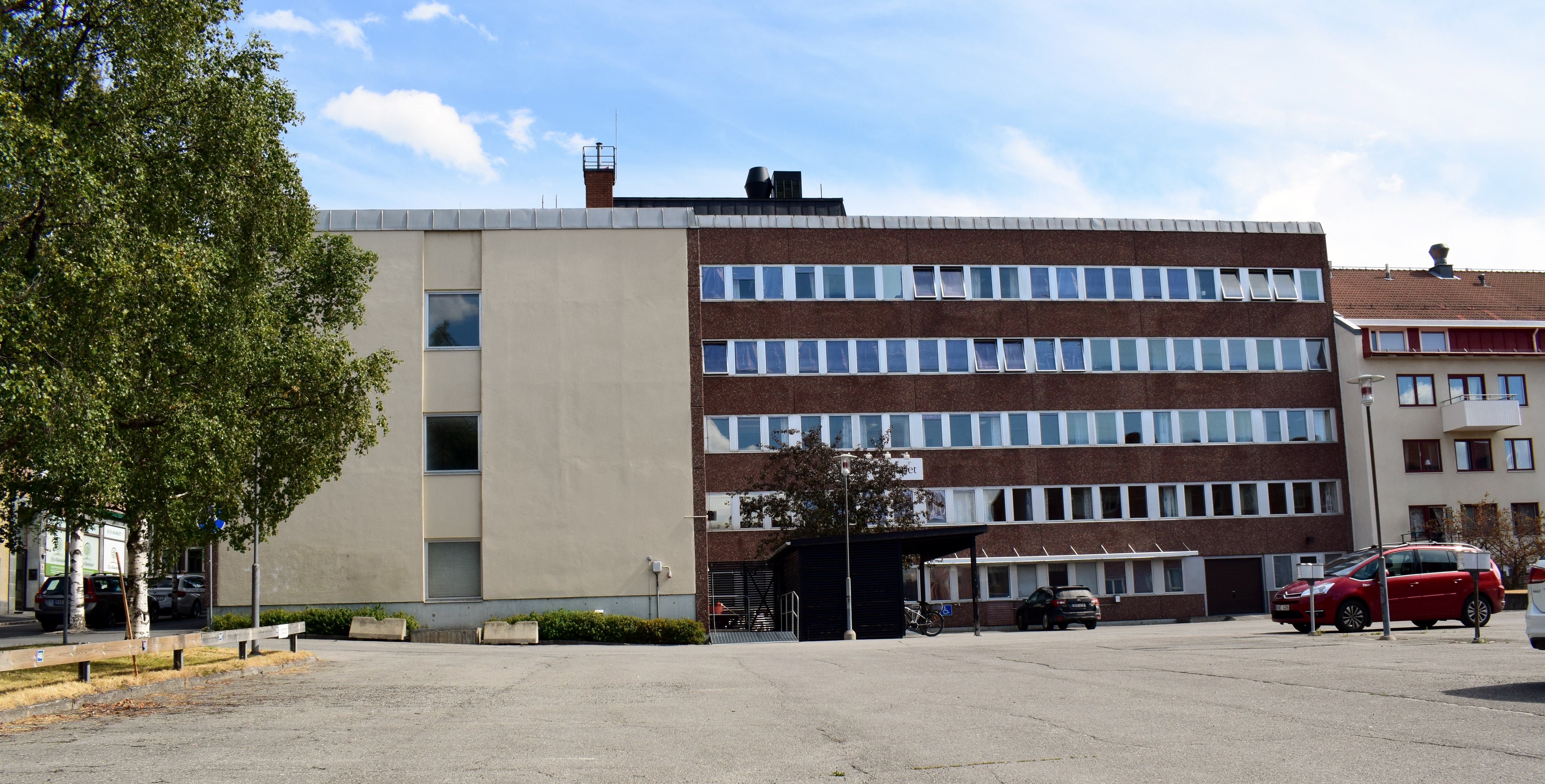
Baksidan av stabsbyggnaden på Kyrkgatan 76.